# Коппенс, Амайя
Амайя Ева Коппенс Замора (род. 1994, Брюссель) — никарагуано-бельгийская активистка, студентка. Она ведущая фигура Университетского движения 19 апреля, основанного во время протестов против правительства президента Даниэля Ортеги. В марте 2020 года получила Международную женскую премию за отвагу.

## Жизнь
Коппенс родилась в Брюсселе в 1994 году. Она дочь бельгийского социолога Федерико Коппенса и никарагуанского социолога Тамары Заморы. Амайя Коппенс живёт и учится в Никарагуа. Она получила диплом IB в Li Po Chun United World College в Гонконге, изучала медицину в Национальном автономном университете Никарагуа в Леоне (UNAN-Leon).
Коппенс решила присоединиться к протестам против Даниэля Ортеги в 2018 году. Она стала одним из лидеров Университетского движения 19 апреля.
Её обвинили в терроризме и грабеже с отягчающими обстоятельствами за то, что она мирно осудила злоупотребления режима. Её дважды арестовывали: в апреле 2018 года за участие в демонстрациях против режима президента, затем в ноябре 2019 года за оказание помощи женщинам, которые поддерживали политзаключённых и начали голодовку.

## Признание
Испанская газета El País признала Коппенс самым влиятельным человеком в Южной Америке. В смутное время она была «моральным и политическим эталоном».
В марте 2020 года госсекретарь США выбрал её для получения Международной женской премии за отвагу.